# Сасівка (Кропивницький район)
Сасі́вка — село в Україні, в Компаніївській селищній громаді Кропивницького району Кіровоградської області. Населення становить 642 осіб. До 2020 орган місцевого самоврядування — Сасівська сільська рада.
Поблизу села — загальнозоологічний заказник Гнила балка.
Вище по течії Вошивої знаходилося село Вигода.

## Історія
Священнонослужителі с. Сасівка храму Свято-Різдва Богородиці:
1892—1893 рр. — священник Феодосій Білоусов,
1893—1894 рр. — священник Василій Ламбров,
1893—1894 рр. — священник Миколай Усаневич,
1894—1900 рр. — священник Олексій Бєліков,
1900 р. — священник Ювеналій Рибальченко,
1901—1905 рр. — священник Петр Нестеренко,
1906—1907 р. — священник Олександр Бутенко,
1914—1915 рр. — священник Федір Ластовецький,
1915—1920 рр. — священник Олексій Лаврентієв,
1921 р. — священник Василій Алєксєєв.

## Населення
Згідно з переписом УРСР 1989 року чисельність наявного населення села становила 728 осіб, з яких 330 чоловіків та 398 жінок.
За переписом населення України 2001 року в селі мешкали 642 особи.

### Мова
Розподіл населення за рідною мовою за даними перепису 2001 року:
| Мова       | Відсоток |
| ---------- | -------- |
| українська | 96,73 %  |
| російська  | 2,65 %   |
| молдовська | 0,47 %   |
| білоруська | 0,16 %   |